# 収差
収差（しゅうさ）とは、望遠鏡や写真機等のレンズ類による光学系において、被写体から像への変換の際、幾何的に理想的には変換されずに発生する、色づきやボケやゆがみのことである。

## 概要
レンズの収差による現象を最も単純に示すと、被写体側の焦点にある白色の点光源が、像側の焦点で点像にならない、という形で現れる。この像の崩れは、以下で述べる各種の収差が複合した結果であり、被写体のあらゆる点が、同様にして崩れた点となって投影されたものが、最終的な像となる。
光の波長（周波数）に注目した場合、収差は、色収差と単色収差に二分される。色収差は、一般に物質の屈折率が波長（周波数）によって異なる（分散）ために、像に色ズレが起きる収差である。これに対し、単色でも発生する収差が単色収差である。また別の分類として、焦点が前後にズレる収差が縦収差、焦点が焦点平面内で横にズレる収差が横収差、という分類もある。
単色収差のうち発生の著しいものを、5種類にまとめて分類したものがザイデル収差である。さらに後年ゼルニケらにより研究され、数学的にゼルニケの円多項式で記述された。
収差の補正は、複数の単レンズを組合せることで行われる。たとえば色収差の場合、屈折率と分散の異なる光学ガラスによるレンズの凹凸の組合せで、目的の屈折率を得た上で複数（アクロマートでは2色、アポクロマートでは3色以上）の色の光線が1点に収束するよう設計する。近年では加工技術などの進展により非球面も使われるようになった。コンピューターの発達と計算手法の研究によって、複雑な計算が可能になった。他に、複雑な自由曲面を用いた光学系が、21世紀に入る頃から研究されている。なお、針穴写真は原理的に無収差である。
電子レンズの場合は、電子の波動性によって強度の広がりが生じ、これを回折収差という。光の波動性による原理的に同様の現象は小絞りボケとして扱われている。この意味では針穴写真にも収差があると言える。
眼鏡のレンズのように、屈折の度が弱い場合は、収差もわずかなので通常は気にされないが、強い近眼を補正する眼鏡などでは注意深く観察すると色収差に気付くことがある。